# Máximo de Éfeso
Máximo de Éfeso (c. 310-372) foi um filósofo e teurgo neoplatónico. É recordado sobretudo pela influência que exerceu sobre o imperador Juliano, com quem entrou em contacto através de Edésio da Capadócia. Incentivou o interesse do imperador pela magia e teurgia e alcançou uma posição elevada na corte graças à sua inteligente gestão dos presságios. A sua prepotência fez com que ganhasse muitos inimigos. Depois da morte de Juliano foi preso e mais tarde executado por Valente. 

## Biografia
A fonte principal para a vida de Máximo são as Vidas dos sofistas de Eunápio de Sardes. Também falaram dele Amiano Marcelino, Juliano e Libânio. Os autores cristãos também o mencionam, mas em termos muito negativos. 
Máximo nasceu no começo do século IV. Segundo Amiano Marcelino, nasceu em Éfeso, ainda que alguns historiadores ponham esse facto em causa. Em qualquer caso, a sua proveniência era da Ásia Menor ocidental. Seus pais eram ricos. Máximo  tinha um irmão chamado Claudiano, que foi também filósofo. Outro irmão, Ninfidiano de Esmirna, foi nomeado pelo imperador Juliano "mestre das epístolas gregas" (em latim: magister epistolarum graecarum), o secretário da correspondência em grego. Amónio de Hérmias afirma que Máximo foi discípulo do neoplatónico Hiério.
No período de 335-350 Máximo viveu em Pérgamo e foi discípulo de Edésio da Capadócia. Durante a sua estadia, Máximo estudou juntamente com Crisâncio de Sardes, Eusébio de Mindo e Prisco de Epiro. Muitos neoplatónicos practicavam a teurgia (tentativa de comunicação com a divindade mediante rituais específicos), e chegaram relatos de que Máximo teria conseguido romper um feitiço de amor que havia sido lançado à filósofa Sosípatra de Éfeso por um dos seus parentes.
Por volta de 350, Máximo deixou Pérgamo e mudou-se para Éfeso, onde foi professor de filosofia. Aparentemente, teve discípulos cristãos: conta-se que Sisínio, mais tarde bispo novaciano em Constantinopla, estudou com Máximo. No ano de 351, Juliano foi a Pérgamo para estudar com Edésio. Eusébio de Mindo preveniu Juliano, advertindo-o para que não se deixasse enredar nas artes mágicas de Máximo, mas apenas conseguiu despertar a curiosidade do jovem, que partiu para Éfeso para conhecer Máximo entre maio de 351 e abril de 352. Fascinado por ele, converteu-se em seu devoto discípulo.  
Em novembro de 355 Juliano foi designado César. Durante a sua estadia nas Gálias, manteve o contacto com o seu mestre. Em 361, já imperador, Juliano convidou Prisco e Máximo para Constantinopla. Ambos os filósofos aceitaram o convite. Máximo não se deixou desencorajar pelo augúrios desfavoráveis, pois segundo dizia, era possível forçar o favor dos deuses.
Os dois mestre neoplatónicos permaneceram desde essa altura junto ao imperador, que apreciava os seus conselhos religioso-filosóficos e como parceiros de discussão. Eunápio assegura que os dois não teriam autoridade política, mas assinala que Máximo tornou-se arrogante e inacessível e que utilizou a sua posição influente para enriquecer. Máximo viajou durante o Verão de 362 com Juliano até Antioquia e mais tarde, em Março de 363, partiu a seu lado para a campanha persa. O sábio conseguiu convencer que o imperador era uma reencarnação de Alexandre Magno, cujas conquistas deveria superar. No entanto, Juliano, ferido de morte em combate, veio a morrer em 26 de Junho do 363 depois manter uma última conversação filosófica com Máximo e Prisco. 
Máximo continuou a gozar do favor imperial durante o reinado de Joviano, mas depois da morte deste, os inimigos do filósofo mobilizaram-se contra ele contra ele. No Verão de 364 foi acusado de ter causado uma doença prolongada nos novos imperadores Valentiniano I e Valente. A acusação não chegou a bom termo e Máximo ficou em liberdade, mas os seus numerosos oponentes não se deram por vencidos. Nos anos 365-366 foi preso novamente acusado de ter enriquecido de forma ilícita. Uma multa elevada foi-lhe imposta, e foi enviado "para a Ásia" - provavelmente a sua terra natal - para reunir o dinheiro. Não conseguiu pagar a multa e por causa disso foi torturado. Eunápio reporta que Máximo se queria suicidar, por não aguentar mais a dor, sendo que a sua mulher encontrou um veneno. A mulher bebeu o veneno primeiro mas Máximo não o tomou.
Mais tarde, o procônsul da Ásia, Clearco, que era partidário da religião antiga, ajudou o prisioneiro. Deixou em liberdade o filósofo, tendo-lhe restaurado grande parte das suas propriedade, que havia perdido. Máximo voltou a ensinar filosofia e chegou mesmo a regressar a Constantinopla. 
Cerca de 370, o imperador Valente foi informado de que um grupo de pessoas tinha consultado um oráculo para saber quem seria o próximo imperador, tendo-lhe sido reportado que o seu nome começaria pelas letras ThEOD e que o imperador Valente iria "morrer de uma forma estranha e não lhe seria dado enterre nem a honra de uma campa". Como resultado, o imperador ordenou um massacre dos indivíduos com essas letras no inicio dos seus nomes. Eunápio indica que Máximo estaria falsamente implicado no oráculo, mas no entanto foi executado pelo novo procônsul da Ásia, em 372.

## Obras
Segundo a Suda, Máximo escreveu várias obras, entre elas Sobre as contradições insolúveis, Sobre as predições, Sobre os números e um comentário sobre Aristóteles. Outras fontes dão testemunho de dois comentários perdidos: um sobre as Categorias de Aristóteles (de que nos chegou um fragmento) e outro sobre os Analíticos Anteriores, que mereceu uma réplica de Temístio. Diz-se que Máximo concordava com Eusébio de Mindo, Jâmblico e Porfírio, em proclamar a perfeição da segunda e terceira figuras do silogismo